# 장애친
장애친(臧愛親, 360년 ~ 408년 3월 12일)은 동진 동관군(東莞郡) 거현(莒縣) 사람으로 유송을 세운 유송 무제의 본처이다. 유유와의 사이에서 공주 유흥제(劉興弟)를 낳았다. 사후 경황후(敬皇后)로 추존되었고 부군인 무제의 시호를 중복하여 무경황후(武敬皇后)로 칭해졌다.

## 생애
408년 3월 12일, 동성(東城)에서 향년 48살로 병사하였다. 이때 유유는 예장군공(豫章郡公)의 작위를 갖고 있었기에 장애친은 예장공부인(豫章公夫人)으로 추서된 후 자신의 본가가 있는 곳에 매장되었다.
420년, 유유가 유송을 건국하자 장애친의 위패를 칠묘에 봉안하였고 그해 8월에 경황후(敬皇后)로 추존하였다. 역사서에선 무제의 시호를 중복하여 장애친을 무경황후(武敬皇后)라 칭하였다.
본래 칠묘는 자신의 조상들을 모시는 신주이지만 유유는 열조부인 유응까지만 모시고 나머지 한 자리엔 자신의 황후를 봉안하였다. 이는 중국사상 최초로 전례가 없었던, 즉 예법에 안맞는 행위였기에 후대의 비웃음을 샀다. 왕명성(王鳴盛)은 유유 자신이 죽고 난 후의 묘호를 태조(太祖)로 하기 위해 설계한 것이라고 지적하였으나 유유의 묘호는 고조(高祖)로 정해졌다. 무제가 죽고 그 위패가 신주에 봉안된 후부터 장애친은 더 이상 주신(主神)으로 모셔지지 않았다.
그녀의 아버지는 장준(臧俊)이고 자는 선예(宣刈)이며 동진의 군공조(郡功曹)를 지냈다. 장준의 부친은 장왕(臧汪)으로 자는 산보(山甫)이며 동진의 상서량을 지냈다.

## 가족
- 조부: 장왕
- 부친: 장준
- 부군: 유송 무제